# Медицинская визуализация

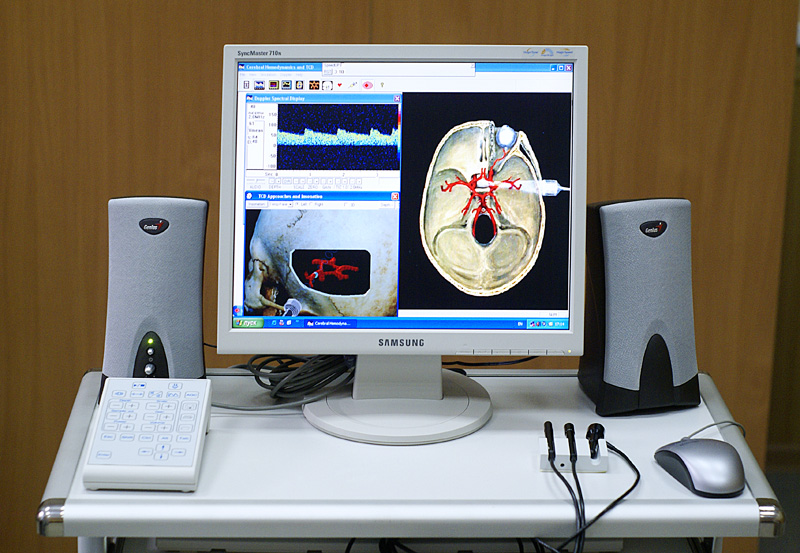
Прибор для слепой доплерографии, на экране прибора отображены: схема сосудов головного мозга вместе с черепом и спектр кровотока получаемый прибором с заданной глубины (вслепую).

Медици́нская визуализа́ция — метод и процесс создания визуальных представлений внутренних структур тела для клинического анализа и медицинского вмешательства, а также визуального представления функций некоторых органов или тканей. Медицинская визуализация позволяет заглянуть во внутренние структуры, скрытые кожей и костями, а также диагностировать заболевания. Медицинская визуализация также создает базу данных нормальной анатомии и физиологии, чтобы сделать возможным идентифицирование аномалий. Хоть визуализация удаленных органов и тканей может быть выполнена по медицинским показаниям, такие процедуры обычно рассматриваются как часть патологии, а не медицинской визуализации.
Как дисциплина, она является частью биологической визуализации и включает в себя радиологию, которая использует технологии визуализации рентгенографии, магнитно-резонансной томографии (МРТ), ультразвукового исследования (УЗИ), эндоскопии, эластографии, тактильной визуализации, термографии, медицинской фотографии и таких методов ядерной медицины, как позитронно-эмиссионной томографии (ПЭТ) и однофотонной эмиссионной компьютерной томографии (ОФЭКТ).
Измерение и запись производится методами, которые не предназначены для получения изображений, такими как электроэнцефалография (ЭЭГ), магнитоэнцефалография (МЭГ), электрокардиография (ЭКГ), и представляет собой технологию, которая производит данные, представляемые в виде функции графа/времени или карты, которая содержит данные о местах измерений.
К 2010-му году по всему миру было проведено 5 млрд исследований с помощью медицинской визуализации. Радиационное облучение от медицинской визуализации в 2006 году составило около половины от общего воздействия ионизирующего излучения в Соединенных Штатах.
Медицинская визуализация часто воспринимается как набор методов, которые неинвазивно (то есть без введения инструментов в организм пациента) производят изображения внутреннего аспекта тела. В этом узком смысле, медицинскую визуализацию можно рассматривать как решение математических обратных задач. Это означает, что причина (свойства живой ткани) выводится из эффекта (наблюдаемый сигнал). В случае УЗИ, зонд состоит из ультразвуковых волн и эха, которое идет из ткани. В случае проекционной радиографии, зонд представляет собой рентгеновское излучение, которое поглощается в различных типах тканей, таких как кости, мышцы и жир.

## Методы визуализации
В области научных исследований, медицинская визуализация представляет собой субдисциплину в области биомедицинской инженерии, медицинской физики или медицины в зависимости от контекста: исследования и разработки в области приборостроения, получение изображений (например, рентгенография), биомедицинская инженерия, медицинская физика и информатика. Многие из методов, разработанных для медицинской визуализации также имеют научное и промышленное применение. 

### Рентгенография
Основная статья: Рентгенография
В медицинской визуализации используются две формы рентгенографических изображений — рентгенография и рентгеноскопия. Эти 2D-методы до сих пор широко используются, несмотря на продвижение 3D-томографии из-за низкой стоимости, высокого разрешения, и более низких доз радиации. Этот механизм визуализации использует широкий луч рентгеновского излучения для получения изображения и является первым из методом визуализации, используемых в современной медицине.
- Рентгеноскопия, производимая в режиме реального времени, изображает внутренние структуры организма подобно радиографии, но использует постоянное использование рентгеновских лучей при более низкой мощности дозы. Контрастные вещества, такие как барий, йод и воздух используются для визуализации внутренних органов во время их работы. Рентгеноскопия также используется, когда требуется постоянная обратная связь во время процедуры. Рецептор изображения требуется для преобразования излучения в изображение после того, как она прошла через интересующую область. На раннем этапе это был флуоресцирующий экран, который был заменен на усилитель изображения, который был большой вакуумная трубка с концом, покрытым йодидом цезия и зеркалом на противоположном конце. В конце концов зеркало было заменено телекамерой.
- Проекционные рентгенограммы , более известные как рентгеновские лучи, часто используются чтобы определить тип и степень перелома, а также для выявления патологических изменений в легких. С использованием контрастного вещества, такого как барий, они также могут быть использованы для визуализации структуры желудка и кишечника — это может помочь диагностировать язвы или некоторые виды рака толстой кишки .

### Магнитно-резонансная томография (МРТ)
Магнитный резонанс использует мощные магниты чтобы поляризовать и возбудить водородные ядра (то есть, одиночные протоны) молекул воды в тканях человека, производя обнаруживаемый сигнал, который пространственно кодируется, что приводит к изображениям тела. Машина МРТ излучает радиочастотный (РЧ) импульс на резонансной частоте атомов водорода молекул воды. Радиочастотные антенны («РЧ-катушки») отправляют импульс в области тела, подлежащие рассмотрению. РЧ-импульс поглощается протонами, в результате чего их направление изменяется относительно основного магнитного поля. Когда радиочастотный импульс выключается, протоны «расслабляются» и обратно выравниваются первичным магнитом и излучают радиоволны в этом процессе. Это радиоизлучение от водородных атомов на воде обнаруживается и реконструируется в изображение. Резонансная частота вращающегося магнитного диполя, называется частотой Лармора и определяется силой основного магнитного поля и химической среды ядер, представляющих интерес. МРТ использует три вида электромагнитных полей: очень сильные (как правило, от 1,5 до 3 тесла) статические магнитные поля для поляризации ядер водорода (первичное поле); градиентные поля, которые могут изменяться в пространстве и времени (порядка 1 кГц) для пространственного кодирования, часто называют просто градиенты; и пространственно однородное радиочастотное поле для манипуляций с ядрами водорода для получения измеримых сигналов, собранных через РЧ антенны .
МРТ традиционно создает двухмерное изображение тонкого «среза» тела и поэтому считается томографическим методом визуализации. Современные МРТ инструменты способны производить изображения в виде 3D-блоков, которые можно считать обобщением одного среза. МРТ не использует ионизирующее излучение и, следовательно, не представляет опасности для здоровья. Например, МРТ используется с начала 1980-х, но не существует никаких известных долгосрочных эффектов воздействия сильных статических полей (это является предметом некоторых дебатов) и, следовательно, нет ограничения на количество сканирований, которым лицо может быть подвергнуто, в отличие от рентгена и компьютерной томографии. Тем не менее, существуют хорошо известные риски для здоровья, связанных с нагреванием ткани от воздействия РЧ-поля и наличием имплантированных устройств в организм, таких как стимуляторы сердечной деятельности. Эти риски строго контролируются как в части конструкции прибора, так и протоколах сканирования.
Так как КТ и МРТ чувствительны к различным свойствам ткани, внешний вид изображения, полученного с помощью этих методов существенно различается. В КТ рентгеновские лучи должны быть блокированы той или иной плотной тканью чтобы создать изображение, поэтому качество изображения мягких тканей будет плохим. В МРТ же используются ядра водорода, которые присутствуют во всех тканях в воде и возвращают сильный сигнал, что позволяет создать отличную контрастность мягких тканей.

### Ядерная медицина
Основная статья: Ядерная медицина
Ядерная медицина охватывает как получение диагностического изображения, так и лечение заболеваний, и может быть отнесена к области молекулярной медицины. Ядерная медицина использует определённые свойства изотопов и частиц, испускаемых от радиоактивного материала для диагностики и лечения различных патологий. В отличие от типичной концепции анатомической радиологии, ядерная медицина позволяет производить оценку физиологии. Эта функциональный подход к медицинской оценке, он имеет полезное применение ко многим дисциплинам, в частности, к онкологии, неврологии, кардиологии. Для проведения исследования пациенту вводят относительно короткоживущий изотоп, например, 99m Тс . Эти изотопы поглощаются преимущественно биологически активной тканью, и могут быть использованы для выявления опухолей или переломов в кости. Изображение получается после того как коллимированные фотоны регистрируются кристаллом, испускающим световой сигнал, который, в свою очередь, усиливается и преобразуется в данные для подсчета. Ядерная медицина делится на:
- Сцинтиграфия — это форма диагностического теста, в котором радиоизотопы принимаются внутрь, например, внутривенно или перорально. Затем гамма-камеры захватывают сигналы от излучения, испускаемого препаратами, и образуют двумерные изображения.
- ОФЭКТ — трехмерный томографический метод, который использует данные гамма-камеры со многих проекций и реконструирует их в разных плоскостях. Гамма-камера с двумя детекторами в сочетании с КТ-сканером, который обеспечивает локализацию функциональных данных ОФЭКТ, называется ОФЭКТ-КТ-камерой, и показывает полезность в продвижении области молекулярной визуализации. В большинстве других методов медицинской визуализации, излучение проходит через тело и реакция и результат считывается датчиками. В ОФЭКТ пациенту вводят радиоактивный изотоп, из-за чего радиоактивное гамма-излучение испускается самим телом. Выбросы гамма-лучей улавливаются детекторами, которые окружают тело. Это означает, что источником радиоактивности является сам человек, а не медицинские устройства.
- Позитронно-эмиссионная томография (ПЭТ) использует распознавание совпадений для изображений функциональных процессов. Короткоживущий позитрон, излучаемый изотопом, такой как 18F , объединяется с органическим веществом, таким как глюкоза, создавая F18-фтордезоксиглюкозы, и может быть использован в качестве маркера метаболических реакций. Изображение распределения активности по всему телу может показать быстро растущую ткань, например, опухоли или инфекцию. ПЭТ-изображения можно просматривать вместе с изображениями компьютерной томографии чтобы определить анатомическую корреляцию. Современные сканеры могут интегрировать ПЭТ с КТ или МРТ для оптимизации реконструкции изображений. Это выполняется на том же оборудовании без физического перемещения. Полученный гибрид функционального и анатомического изображения является полезным инструментом неинвазивной диагностики.

Фидуциарные маркеры используются в широком спектре медицинских изображений. Изображения одного и того же объекта, созданного с помощью двух разных систем обработки изображений, могут быть скоррелированы, если поместить фидуциарный маркер в область, отображаемую обеими системами. В этом случае необходимо использовать маркер, который отображается на изображениях, полученных с помощью обоих методов визуализации. Благодаря этому методу функциональная информация от ОФЭКТ или позитронно-эмиссионной томографии может быть связана с анатомической информацией, обеспечиваемой магнитно-резонансной томографией (МРТ). Аналогично, фидуциальные точки, установленные во время МРТ, могут быть сопоставлены с изображениями мозга, создаваемыми магнитоэнцефалографией, для локализации источника активности мозга.

### Ультразвук
УЗИ использует высокочастотные звуковые волны, которые по-разному отражаются от ткани и образуют изображения. Обычно это используется для визуализации плода у беременных женщин, хотя УЗИ используется гораздо шире. Другие важные области применения включают визуализацию органов брюшной полости, сердца, груди, мышц, сухожилий, артерий и вен. УЗИ может обеспечить меньшую анатомическую детализацию, чем такие методы, такие как КТ или МРТ, однако имеет ряд преимуществ, которые делают его более удобным во многих ситуациях, в частности, он может показывать перемещение структуры в режиме реального времени, не испускает ионизирующего излучения. Ультразвук также используется в качестве инструмента исследований с целью определения характеристик тканей и внедрения новых методов обработки их изображений. Ультразвук отличается от других методов медицинской визуализации тем, что он является звуковой волной высокой частоты, которая посылается в ткани, и, в зависимости от состава различных тканей, сигнал будет ослаблен и вернется через разные промежутки времени. Путь отраженных звуковых волн в многослойной структуре может быть определён с помощью входного акустического импеданса и коэффициента отражения и пропускания относительных структур. Ультразвуковые сканеры могут быть приняты для критически больных пациентов в отделениях интенсивной терапии, при этом пациент не перемещается. В реальном масштабе времени может быть получено движущееся изображение, которое используется для руководства по процедурам дренажа и биопсии. Современные сканеры позволяют показать кровоток в артериях и венах.

### Эластография
Эластография является относительно новым методом визуализации, она отображает упругие свойства мягких тканей. Этот метод возник в последние два десятилетия. Эластография полезна в медицинской диагностике, так как эластичность может различить здоровую от нездоровой ткани для конкретных органов. Например, раковые опухоли часто будут тверже, чем окружающие их ткани, и больная печень более жесткая, чем здоровая. Есть несколько методик, основанных на использовании ультразвука, магнитно-резонансной томографии и тактильной визуализации. Широкое клиническое применение ультразвуковой эластографии является результатом реализации технологии в клинических ультразвуковых машинах. В последнее десятилетие постоянный рост деятельности в области эластографии демонстрирует успешное применение технологии в различных областях медицинской диагностики и мониторинга лечения.

### Тактильная визуализация
Тактильная визуализация является медицинским методом визуализации, который переводит осязание в цифровое изображение. Тактильное изображение является функцией Р(х, у, z) , где P является давлением на мягкие ткани поверхности при приложении деформации. Тактильная визуализация похожа на ручную пальпацию, так как устройство с матрицей датчиков давления, установленных на нём действует аналогично пальцам рук человека, слегка деформируя мягкие ткани. Эта процедура используется для визуализации простаты, груди, влагалища и тазовой поддержки половых структур, и триггерной точки в мышцах. 

### Фотоакустическое изображение
Фотоакустическая визуализация является недавно разработанным гибридом биомедицинской визуализации, основанным на эффекте фотоакустики. Он сочетает в себе преимущества оптического контраста поглощения с пространственным разрешением УЗИ для глубокой обработки изображений. Недавние исследования показали, что фотоакустическое изображение может быть использовано в естественных условиях для мониторинга опухолевого ангиогенеза, картирования оксигенации крови, функциональной визуализации головного мозга, а также для обнаружения меланомы кожи и т. д.

### Термография
В основном используется для визуализации молочных желез. Есть три подхода: телетермография (англ.), контактная термография и динамическая ангиотермография (англ.). Эти цифровые термографические (англ.) методы получения ИК-изображений основаны на том принципе, что метаболическая активность и кровообращение как в предраковой ткани, так и в области, окружающей зону развития рака молочной железы почти всегда выше, чем в нормальной ткани молочной железы. Злокачественные опухоли требуют всё большее количество питательных веществ и, следовательно, увеличения доставки крови в их клетки через существующие кровеносные сосуды, а также путём открытия «дремлющих» сосудов, и создания новых (теория неоангиогенеза (англ.)).
Сторонники телетермографии и контактной термографии утверждают, что этот процесс приводит к увеличению региональных температур поверхности молочной железы, однако есть мало доказательств того, что термографии является точным средством выявления опухолей молочной железы. Термография не одобрен для скрининга рака молочной железы в Соединенных Штатах или Канаде, и медицинские органы опубликовали предупреждения против термографии в обеих странах.
Динамическая ангиотермография использует тепловидение, но с важными различиями с телетермографии и контактной термографии, что производительность обнаружения воздействия. Во-первых, зонды улучшены по сравнению с предыдущими жидкокристаллических пластин; они включают в себя лучшее пространственное разрешение, контрастная производительность, а изображение формируется быстрее. Чем более существенное различие заключается в определении тепловых изменений из — за изменений в сосудистой сети для поддержки роста опухоли / поражения. Вместо того чтобы просто регистрируя изменение тепла, вырабатываемого опухоли, изображение теперь в состоянии определить изменения, связанные с васкуляризацией молочной железы. В настоящее время используется в сочетании с другими методами диагностики рака молочной железы. Этот диагностический метод является низкая стоимость одного по сравнению с другими методами. Ангиотермография не является методом, который заменяет другие методы исследования, но стоит по отношению к ним как метод получения дополнительной информации для уточнения клинической картины и улучшения качества диагностики.

### Эхокардиографии
В случае, когда ультразвук используется для получения изображения сердца, процесс называется эхокардиографией. Эхокардиография позволяет видеть подробные структуры сердца, включая размер камеры, работу сердца, его клапаны, а также перикард (мешочек вокруг сердца). Эхокардиография использует 2D-, 3D- и доплеровское изображения для создания изображений сердца и визуализации крови, текущей через каждый из четырёх клапанов сердца. Эхокардиография широко используется среди разных групп пациентов, начиная от тех, кто испытывает симптомы, такие как одышка или боль в груди, заканчивая теми, кто проходит лечение рака. Было доказано, что трансторакальный ультразвук безопасен для пациентов всех возрастов, от младенцев до пожилых людей, без риска вредных побочных эффектов или радиации, в отличие от других методов визуализации. Эхокардиография является одним из наиболее часто используемых методов визуализации в мире благодаря его переносимости и возможности использования в различном применении. В экстренных ситуациях эхокардиография быстрая, легко доступная и может быть выполнена около больничной кровати, что делает её удобной для многих врачей.

### Функциональные ближней инфракрасной спектроскопии
Основная статья: Функциональное ближней инфракрасной спектроскопии
FNIR является сравнительно новым неинвазивным методом визуализации. БИС (ближней инфракрасной спектроскопии) используется для целей функциональной нейровизуализации и получила широкое признание в качестве изображения мозга техники. 